# Mer Jaune
La mer Jaune est une mer épicontinentale de l'océan Pacifique qui sépare la Chine de la péninsule coréenne. Elle s'ouvre au sud sur la mer de Chine orientale qui la borde. Son nom provient du sable et des sédiments apportés par le vent soufflant depuis le désert de Gobi et par les fleuves, en particulier le fleuve Jaune et le Hai He qui lui donnent une couleur jaune. En Corée, elle est aussi appelée la mer de l'Ouest.

## Géographie
Sa partie septentrionale est appelée golfe de Corée et communique avec le Bohai qui se trouve à l'ouest des péninsules du Liaodong et du Shandong. Cette dernière partie est aussi incluse dans la mer Jaune. Celle-ci mesure 780 km du nord-ouest au sud-est et 650 km de l'est à l'ouest pour une superficie de 458 000 km2, le 
Bohai (78 000 km2) compris. Reposant sur le plateau continental, c'est une mer peu profonde : la profondeur moyenne est de 44 m pour un maximum de 152 m. Cette mer est récente puisqu'elle a été formée à la fin du dernier âge glaciaire, il y a près de 10 000 ans lorsque le niveau des eaux monta de 120 mètres. Le fond de la mer descend lentement du côté de la Chine et remonte plus rapidement du côté de la Corée. La côte de Corée du Sud est très découpée, comprenant de nombreuses îles telles que celles de Ganghwa et Yeonpyeong. Les plus grands fleuves proviennent de Chine et débouchent dans le Bohai (le fleuve Jaune, le Hai He et le Liao). Au niveau de la péninsule coréenne, le Yalou et le Taedong se jettent dans le golfe de Corée tandis que le fleuve Han arrive dans la mer Jaune proprement dite.

### Localisation
Selon l'Organisation hydrographique internationale, les limites de la mer Jaune sont déterminées comme suit:

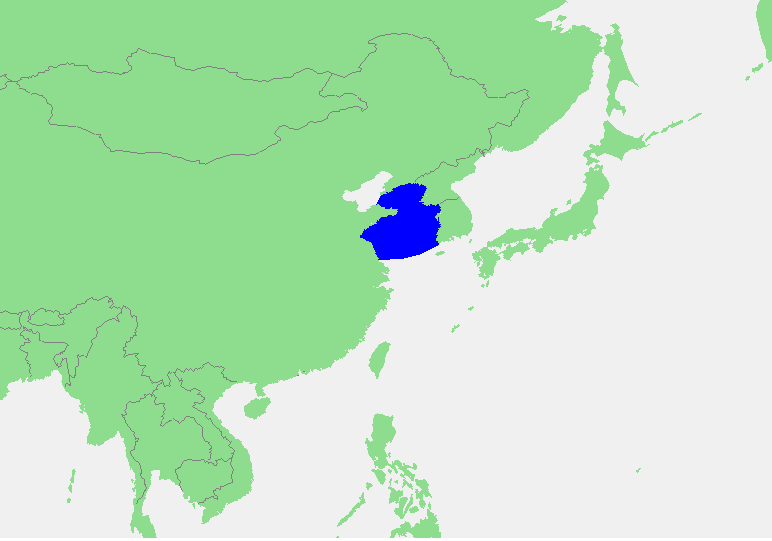
La mer Jaune inclut le Bohaï, ici en clair.

- au sud : le long du parallèle 33°17’ Nord depuis l'extrémité ouest de Jeju-do (33° 17′ 33″ N, 126° 09′ 39″ E) jusqu’au continent ;

- au sud-est : depuis l'extrémité ouest de Jeju-do jusqu'au rocher Kan-Sǒ (34° 14′ 00″ N, 125° 29′ 38″ E) dans le Maenggol-gundo (archipel Mengoru), de là jusqu'à la pointe nord de Ok-to (Oku To) (34° 22′ 53″ N, 125° 57′ 54,3″ E) , ensuite jusqu'à la pointe ouest de Sosǒngnam-do (Syo-Zyonan To) (34° 24′ 03″ N, 126° 01′ 59″ E) puis jusqu'à la pointe nord de Sǒngnam-do (Zyonan To) (34° 24′ 24″ N, 126° 02′ 24″ E), de là jusqu'à une pointe sur la côte de Chin-do (Jindo ou Tin Tō) (34° 25′ 00″ N, 126° 05′ 31″ E), le long de la côte nord-ouest de cette île jusqu'à sa pointe nord (34° 35′ 22″ N, 126° 14′ 59″ E), et de là une ligne en direction du nord-est jusqu'à la terre ferme de la république de Corée (en coréen : Daehan-min'guk).

## Climat
Cette zone est marquée par des hivers froids et secs avec un fort vent du nord soufflant de la fin novembre jusqu'en mars. La température moyenne de janvier est de −10 °C au nord et de 3 °C au sud, l'île de Jeju à l'extrême sud possédant déjà un climat subtropical. Les étés sont chauds et humides avec des typhons entre juin et octobre. Les précipitations annuelles passent de 500 mm au nord à 1 000 mm au sud. Le brouillard est fréquent le long des côtes en particulier là où de l'eau froide remonte à la surface.

## Hydrologie
La mer Jaune est alimentée par un courant chaud faisant partie du courant de Kuroshio en provenance de l'ouest du Japon et coulant vers le nord à une vitesse de 0,8 km/h. Près des côtes, des courants orientés vers le sud prédominent, surtout en hiver quand souffle la mousson du nord.
En hiver, dans le nord, l'eau est suffisamment froide pour qu'une banquise se forme ou que des blocs de glace dérivent. La navigation peut en être perturbée entre novembre et mars. La température de l'eau et la salinité sont homogènes à toutes les profondeurs. Au sud, les eaux sont plus chaudes de 6 à 8 °C. Au printemps et en été, les couches supérieures se réchauffent et reçoivent l'apport en eau douce des rivières et de la mousson du sud alors que les eaux profondes restent salées et froides. Ces eaux froides descendent lentement vers le sud, ces eaux sont riches en poissons surtout dans la partie sud de la mer. Les températures estivales sont de 22 à 28 °C. La salinité est relativement basse : elle varie de 33–34 ‰ au sud à  30 ‰ au nord et tombe à 26 ‰ à l'embouchure des fleuves. La transparence de l'eau passe de 10 m au nord à 45 m au sud.
Les marées sont semi-diurnes : elles ont lieu deux fois par jour. Leur amplitude n'est que de 0,9 m à 3 m sur les côtes chinoises, elles sont beaucoup plus marquées sur les côtes coréennes : de 4 à 8 m avec un maximum au printemps. Le système tourne dans le sens contraire aux aiguilles d'une montre. Au milieu de la mer, le courant dû à la marée est inférieur à 1,6 km/h. Cependant, il est plus rapide près des côtes et atteint 20 km/h dans le détroit de Myeongnyang près de l'île de Jindo .

## Flore et faune

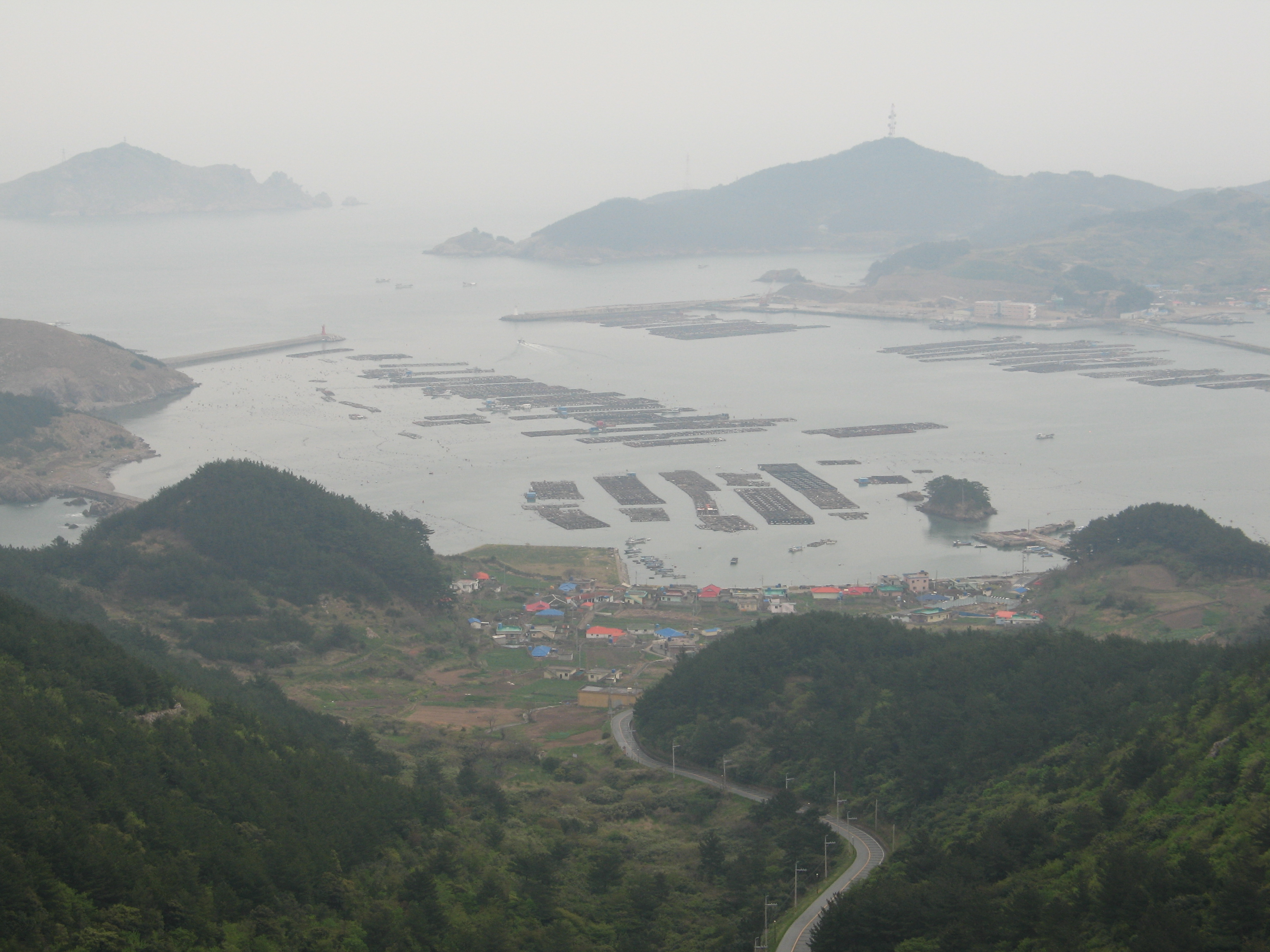
L'île de Heuksan à l'extrême sud de la Corée.

La mer Jaune est riche en algue, surtout du kelp (Laminaria japonica), des céphalopodes, des crustacés, des coquillages et des palourdes. Rien que pour la Chine, la production d'algues était de 1,5 million de tonnes en 1979. La productivité en poisson est grande et augmente vers le sud. 
Le sud de la mer Jaune, en particulier la côte ouest de la Corée, est précédé d'une zone de marnage vaseuse large de 10 km et couvrant 2 850 km2. Cette zone est très productive, possède une riche faune benthique et est de grande importance pour les oiseaux migrateurs. Cependant, cette zone est menacée par des projets de polders.

## Économie

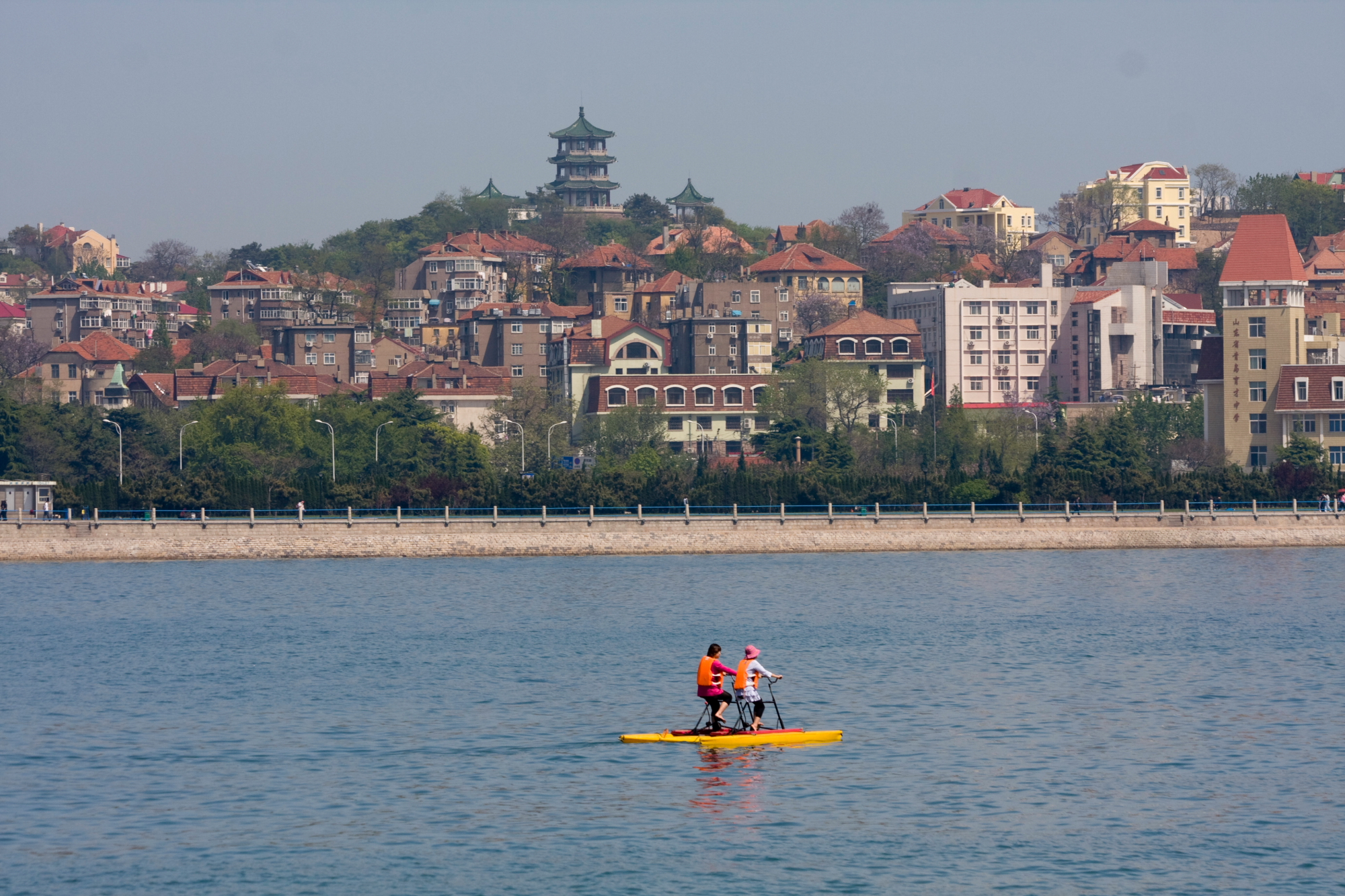
Le district de Shinan vu depuis le port de Qindao.

Les côtes de la mer Jaune sont très densément peuplées. Ses eaux très poissonneuses, surtout celles des profondeurs, sont exploitées depuis des siècles. Plus de 200 espèces sont commercialisées. La pêche s'intensifie de plus en plus au profit de la Chine et de la Corée tandis que l'activité du Japon diminue. Par exemple, la production chinoise est passée de 619 000 tonnes en 1985 à 1 984 000 tonnes en 1996. Toutes les espèces sont surpêchées ; alors que le nombre de prises augmente, la population en poissons est en déclin continuel.
La navigation est une autre activité traditionnelle. Les ports principaux sont Dalian, Tianjin, Qingdao et Qinhuangdao en Chine, Nampo en Corée du Nord et Incheon, Gunsan et Mokpo en Corée du Sud. Des ferrys permettent de traverser les 185 km séparant les villes de Dalian et Yantai, et donc de passer de la péninsule du Liaodong à celle de Shandong. Le 24 novembre 1999, l'incendie et le naufrage du ferry Dashun près de Yantai causèrent la mort de 300 personnes ; c'est la plus grande catastrophe maritime qui s'est produite en Chine. 
Du pétrole a été découvert dans les zones chinoises et nord-coréennes. Les réserves prouvées sont de 9 milliards de tonnes, les réserves estimées de 20 milliards de tonnes. Le 16 juillet 2010, l'explosion d'un oléoduc à Dalian causa une marée noire de 1 500 tonnes de pétrole et la fermeture du port et de la pêche jusqu'à la fin du mois d'août.

## Histoire
Au XXe siècle, la mer Jaune a été le théâtre de plusieurs batailles navales, en particulier celles de Chemulpo et de la mer Jaune durant la guerre russo-japonaise (1904–1905). Actuellement, une « guerre du Crabe », conflit maritime entre la Corée du Nord et la Corée du Sud, se déroule aux abords de la ligne de démarcation maritime entre les deux États antagonistes que sont respectivement la Corée du Nord et la Corée du Sud.
En 2019, la Chine effectue son premier lancement orbital maritime depuis cette mer, grâce au lanceur Longue Marche 11.